# 耶里斯赫
耶里斯赫（德語：Jerrishoe）是德国石勒苏益格－荷尔斯泰因州的一个市镇。总面积16.00平方公里，总人口963人，其中男性454人，女性509人（2011年12月31日），人口密度60人/平方公里。